# Couvent de la Reine
Le couvent des Augustines de Versailles ou couvent de la Reine était un couvent de chanoinesses augustines, consacrées à l'éducation des jeunes filles, fondé à Versailles par la reine Marie Leszczyńska.

## La fondation
Marie Leszczyńska, fille du roi de Pologne et duc de Lorraine Stanislas et épouse de Louis XV, désire, à la mort de son père en 1766, associer son nom à une fondation pieuse. Sans doute aussi pense-t-elle à s'aménager un lieu de retraite si elle doit connaître le veuvage. L'héritage de Stanislas lui en donne les moyens.
Louis XV donne à la reine une partie de l'ancien domaine que possédait Madame de Montespan à Clagny, un quartier de Versailles. La reine veut faire de ce couvent une maison d'éducation et ce sont donc les chanoinesses de Saint-Augustin de la congrégation de Notre-Dame que la reine appelle de Compiègne à Versailles. Depuis leur création, un siècle et demi auparavant, ces religieuses se chargent de cette mission avec zèle et humilité dans une France où l'enseignement public n'existe pas encore.
Conseillée par son confesseur polonais qui favorise ainsi un serviteur de son ancien maître, la reine confie la construction à un architecte lorrain qui a travaillé pour son père, Richard Mique. Grâce à cette première commande royale, il deviendra vite un des premiers architectes du roi. Il conçoit le couvent selon un plan orthogonal, comme une véritable cité religieuse et scolaire, comparable à petite échelle au développement de Versailles à cette époque. R. Mique bâtira également un hôpital (l'hôpital Richaud depuis) à proximité du couvent.

## Un établissement religieux mais royal
Le 29 septembre 1772, le couvent des Augustines, dit couvent de la Reine, est inauguré par Louis XV accompagné de ses filles ; parmi elles, Madame Adélaïde surtout qui avait continué de superviser l'établissement du couvent et les travaux de Mique, acceptant notamment son troisième projet pour l'église encore à construire à la mort de la reine en 1768. Coiffée d'un dôme porté par quatre demi-coupoles, le tout couvert d'ardoises, cette église en position centrale adopte le plan d'une croix grecque ; elle rappelle la Villa Rotonda construite par Palladio en Vénétie, mais le talent de Mique l'a entièrement recréée pour le culte divin et l'a articulée harmonieusement au vaste complexe de bâtiments conventuels.
La sobriété sans austérité du couvent est animée par la distribution régulière des ouvertures et par quelques scènes religieuses sculptées dans le style néo-classique. La justesse des proportions est frappante et rend gracieux un ensemble qui, mal conçu, aurait pu être morne et inhumain.

## Une maison d'éducation et de charité
Jusqu'à la Révolution française, le couvent se consacre, selon les règles de la congrégation et la volonté de la fondatrice, à l'éducation des jeunes filles issues de la petite noblesse de cour. C'est donc un instrument de secours et de promotion sociale, qui doit éviter aux familles des serviteurs de la cour de tomber dans la misère ou de connaître des destinées avilissantes.
Pour compléter les revenus du couvent, Louis XVI lui attribue en 1785 les biens de l'abbaye bénédictine de Malnoue en Seine-et-Marne.
Malgré la vie évangélique des sœurs et la noblesse de la tâche dont elles s'étaient chargées, le couvent est supprimé comme toutes les congrégations à la Révolution française. Les sœurs et les pensionnaires sont dispersées. Le couvent sert un temps d'hôpital militaire avant de retrouver bientôt sa vocation première : l'enseignement.

## L'installation de l'Enseignement public
Dès le début du XIXe siècle, un lycée occupe les bâtiments de l'ancien couvent des chanoinesses augustines. L'église devenue chapelle est classée Monument historique. Ce n'est qu'en 1888 que le lycée prend le nom de Lycée Hoche.